# Pherusa havaica
Pherusa havaica är en ringmaskart som först beskrevs av Johan Gustaf Hjalmar Kinberg 1866.  Pherusa havaica ingår i släktet Pherusa och familjen Flabelligeridae. Inga underarter finns listade i Catalogue of Life.